# Helen Boatwright
Pour les articles homonymes, voir Boatwright.
Helen Boatwright (née Helen Strassburger, le 17 novembre 1916, à Sheboygan, au Wisconsin - morte le 1er décembre 2010, dans l'État de New York) est une artiste lyrique américaine, soprano.

## Biographie
Née le 17 novembre 1916 à Sheboygan (Wisconsin), Helen Strassburger étudie le chant classique d'abord surtout auprès du professeur Marion Sims, au Oberlin Conservatory of Music (en Ohio), dont elle est diplômée en 1939. Peu après, en 1941, lors d'un concours du National Federation of Music Clubs, elle rencontre un violoniste et compositeur auprès de qui elle peut continuer à se perfectionner et avec qui elle se produit en concert, Howard Boatwright (en), qu'elle épouse en 1943. 
Helen Strassburger Boatwright commence sa carrière de chanteuse dans le répertoire baroque, lors de concerts du Collegium Musicum, dirigés par Paul Hindemith. Elle se spécialise alors dans cette musique, enregistre plusieurs albums d'œuvres de Buxtehude, Haendel, Franz Tunder, et se produit en concert sous la direction de Leopold Stokowski, Eugene Ormandy, ou Erich Leinsdorf.
En parallèle au répertoire baroque, elle aborde aussi le répertoire moderne et contemporain, en travaillant notamment avec les compositeurs Normand Lockwood et Aaron Copland. Elle crée, en 1946, Warble for Lilac Time et Voyage d'Elliott Carter, plusieurs mélodies de Charles Ives, en 1954 et 1974, et enregistre les Songs from Emily Dickinson d'Ernst Bacon, accompagnée par le compositeur en 1964. 
Helen Boatwright enseigne également le chant et donne des masterclass à l'Eastman School of Music, au Peabody Institute et dans plusieurs autres universités et institutions musicales américaines. Parmi ses élèves, on compte la soprano Phyllis Bryn-Julson.
Elle meurt, le 1er décembre 2010 , à l'Iroquois Nursing Home, près de Jamesville (en), dans l'État de son domicile, à Fayetteville, État de New York.